# 晴雲酒造
晴雲酒造（せいうんしゅぞう）は、埼玉県比企郡小川町に所在する酒造会社である。

## 沿革
1902年（明治35年）、初代の中山徳太郎が、同地で親族の村山家が営んでいた造り酒屋を引き継いで開業した。1951年に法人化し晴雲酒造株式会社設立。1999年より、ナデシコやツルバラなどの花酵母を用いた酒造りに取り組んでいる。2005年には酒蔵の敷地内に大正時代に建てられた建物に、地元野菜と酒蔵料理を提供する「自然処　玉井屋」を開店した。
小川町は秩父山地を源とする良質な水と酒米に恵まれ、吟醸酒に適した盆地特有の冬の冷え込む気候に加え、江戸時代から市が開かれ遠方からも商人の集まる商業と交通の要衝であったことから「関東灘」とも呼ばれる県内有数の酒どころとして発展した。2020年代においても晴雲酒造と松岡醸造、武蔵鶴酒造の3つの酒蔵が日本酒の醸造を行う。

## 銘柄
代表銘柄で、社名ともなっている「晴雲」は、初代の徳太郎が富士山頂からの風景に感動して読んだ「仰ぎ見れば 心の空も 澄みわたる あゝ晴雲」という句に由来。「金勝山」は東京農業大学で発見された撫子の花酵母を使用している。地元の契約栽培の無農薬米を使用した純米酒「おがわの自然酒」や、酒造好適米「五百万石」を使用したプレミアムブランドの「善祥」、乙甲混和焼酎「おがわ小町」や粕取焼酎「きんぎょく」も揃える。
「晴雲」「金勝山」は、ゼンショーグループの華屋与兵衛やはま寿司でも提供している。